# Rondeletia adamsii
Rondeletia adamsii är en måreväxtart som beskrevs av George Richardson Proctor. Rondeletia adamsii ingår i släktet Rondeletia och familjen måreväxter. Inga underarter finns listade i Catalogue of Life.